# Pradelles (Haute-Loire)
Pradelles ist eine französische Gemeinde mit 535 Einwohnern (Stand 1. Januar 2022) im Département Haute-Loire in der Region Auvergne-Rhône-Alpes. Sie ist als eines der Plus beaux villages de France (Schönste Dörfer Frankreichs) klassifiziert.

## Geografie
Pradelles ist die südlichste Gemeinde des Departements Haute-Loire. Sie liegt im Zentralmassiv am Schnittpunkt der Départements Haute-Loire, Lozère und Ardèche. Pradelles liegt auf einem Höhenrücken zwischen den Tälern der Loire und des Allier. Nach der nördlich gelegenen Präfektur Le Puy-en-Velay sind es etwa 35 Kilometer.

## Bevölkerungsentwicklung
| Jahr      | 1962 | 1968 | 1975 | 1982 | 1990 | 1999 | 2008 | 2018 |
| Einwohner | 857  | 733  | 618  | 570  | 581  | 584  | 622  | 546  |

Quellen: Cassini und INSEE

## Persönlichkeiten
- Charles Boyer (1884–1980), Jesuit und Theologe